# فرانسيسكو راميريز
فرانسيسكو راميريز ميدينا (بالإنجليزية: Francisco Ramírez Medina) (و. 1828 – القرن 19 م) هو سياسي من بورتوريكو ولد في بورتوريكو.